# Törleskogel
Der Törleskogel (2710 m ü. A.) ist ein Nebengipfel des Schildkogels im Gschlößkamm der Venedigergruppe im Norden Osttirols (Gemeinde Matrei in Osttirol).

## Lage
Der Törleskogel ist ein unbedeutender Nebengipfel im äußersten Osten des Gschlößkamms zwischen dem Schildkogel (2826 m ü. A.) im Südwesten und dem Spitzkogel (2606 m ü. A.) im Nordosten. Der Törleskogel befindet sich dabei an Nordostgrat des Schildkogels, während er vom Spitzkogel durch die Scharte „’s Törle“ (2516 m ü. A.) getrennt wird. Zwischen dem nordwestlich gelegenen Wildenkogel sowie Schild- und Törleskogel liegt der Wildensee.